# Omeisaurus
Omeisaurus (tiếng Trung: 峨嵋龍 Nga Mi long- có nghĩa là "rồng Nga Mi") là một chi khủng long ăn thực vật cổ dài sống ở vùng Trung Quốc ngày nay vào Trung Jura (giai đoạn Bath - Callovium). Tên của nó bắt nguồn từ tên núi Nga Mi, nơi di cốt của nó được tìm ra trong thành hệ Hạ Sa Khê Miếu ở Tứ Xuyên, Trung Quốc.
Giống như các loài Sauropoda khác, Omeisaurus là loài ăn cỏ có kích thước lớn. Nó dài 10-15,2 m (30–50 ft), cao 4 mét (12 ft) và nặng 4 tấn. Nó có cơ thể cồng kềnh và cổ dài của khủng long Sauropodomorpha. Tuy nhiên, không giống như nhiều loài khủng long chân thằn lằn khác, lỗ mũi của nó nằm gần cuối mõm của nó.

## Phát hiện
Omeisaurus lần đầu tiên được Dương Chung Kiện (楊鍾健) miêu tả năm 1939. Nó được đặt tên theo ngọn núi linh thiêng của người Trung Quốc là núi Nga Mi, nơi mẫu hóa thạch đầu tiên của Omeisaurus được tìm thấy. Loài đầu tiên, O. junghsiensis, được phát hiện trong khu vực huyện Vinh.
Phần lớn các bộ xương của Omeisaurus được tìm thấy trong thập niên 1970 và 1980.
Hiện tại người ta miêu tả 7 loài thuộc chi Omeisaurus, bao gồm:
- O. junghsiensis - Nga Mi long huyện Vinh
- O. changshouensis - Nga Mi long Trường Thọ
- O. fuxiensis - Nga Mi long Phủ Khê
- O. tianfuensis - Nga Mi long Thiên Phủ
- O. luoquanensis - Nga Mi long La Toàn
- O. maoianus - Nga Mi long Mao Thị
- O. jiaoi - Nga Mi long Triệu Thị.

Năm loài đầu được đặt tên theo nơi mà chúng được tìm thấy. O. fuxiensis là loài nhỏ nhất, chỉ dài khoảng 11 mét (36 ft). O. tianfuensis là loài có cổ dài nhất trong chi, khoảng 9 mét (30 ft). Khủng long có cổ dài hơn nó chỉ là Mamenchisaurus. Một hóa thạch đuôi chùy được phát hiện trong cùng một lớp trầm tích chứa xương hóa thạch của Omeisaurus nên từng được người ta coi là thuộc về chi này, nhưng hiện nay người ta tin rằng nó thuộc về một mẫu vật lớn hơn thuộc chi Shunosaurus.
Các bộ xương phục dựng của Omeisaurus được trưng bày tại Bảo tàng Khủng long Tự Cống ở Tự Cống (tỉnh Tứ Xuyên) và tại Bảo tàng Bắc Bồi, gần Trùng Khánh, cả hai đều ở Trung Quốc.

## Phân loại, phát sinh chủng loài
Từng có thời người ta phân loại nó vào Cetiosauridae (Kình long), một họ từ lâu người ta đã biết là một đơn vị phân loại thùng rác. Loài O. fuxiensis (Nga Mi long Phụ Khê) đôi khi bị nhầm với lẫn với Zigongosaurus fuxiensis (Tự Cống long Phụ Khê), nhưng hai loài này dựa theo các mẫu vật khác nhau, mặc dù cùng mang một tên định danh loài.
Hiện nay người ta cho Omeisaurus thuộc về một trong các họ là Omeisauridae, Mamenchisauridae hoặc Euhelopodidae. Mối liên kết chung của chi này với Mamenchisaurus (Mã Môn Khê long) và đồng minh là chủ đề cơ sở của việc gộp nó trong Omeisauridae hoặc Mamenchisauridae. Tuy nhiên, Omeisaurus là tương tự như nhiều loài khủng long chân thằn lằn thật sự ở Trung Quốc (Eusauropoda) phi-Mamenchisauridae, được phân loại là thuộc họ Euhelopodidae.
Biểu đồ nhánh dưới đây chỉ ra một vị trí phát sinh chủng loài có thể:

|  | Lessemsaurus |
|  |              |
|  | Antetonitrus |
|  |              |

|         | Shunosaurus                                                  |
|         |                                                              |
|         | Patagosaurus                                                 |
|         |                                                              |
|         | Omeisaurus                                                   |
|         |                                                              |
|         | Mamenchisaurus                                               |
|         |                                                              |
|         | Barapasaurus                                                 |
|         |                                                              |
| unnamed | \| \| Cetiosaurus \| \| \| \| \| \| Neosauropoda \| \| \| \| |
|         | \| \| Cetiosaurus \| \| \| \| \| \| Neosauropoda \| \| \| \| |
|         | Cetiosaurus                                                  |
|         |                                                              |
|         | Neosauropoda                                                 |
|         |                                                              |

|  | Cetiosaurus  |
|  |              |
|  | Neosauropoda |
|  |              |

|         | Shunosaurus                                                  |
|         |                                                              |
|         | Patagosaurus                                                 |
|         |                                                              |
|         | Omeisaurus                                                   |
|         |                                                              |
|         | Mamenchisaurus                                               |
|         |                                                              |
|         | Barapasaurus                                                 |
|         |                                                              |
| unnamed | \| \| Cetiosaurus \| \| \| \| \| \| Neosauropoda \| \| \| \| |
|         | \| \| Cetiosaurus \| \| \| \| \| \| Neosauropoda \| \| \| \| |
|         | Cetiosaurus                                                  |
|         |                                                              |
|         | Neosauropoda                                                 |
|         |                                                              |

|  | Cetiosaurus  |
|  |              |
|  | Neosauropoda |
|  |              |

|         | Shunosaurus                                                  |
|         |                                                              |
|         | Patagosaurus                                                 |
|         |                                                              |
|         | Omeisaurus                                                   |
|         |                                                              |
|         | Mamenchisaurus                                               |
|         |                                                              |
|         | Barapasaurus                                                 |
|         |                                                              |
| unnamed | \| \| Cetiosaurus \| \| \| \| \| \| Neosauropoda \| \| \| \| |
|         | \| \| Cetiosaurus \| \| \| \| \| \| Neosauropoda \| \| \| \| |
|         | Cetiosaurus                                                  |
|         |                                                              |
|         | Neosauropoda                                                 |
|         |                                                              |

|  | Cetiosaurus  |
|  |              |
|  | Neosauropoda |
|  |              |

|         | Shunosaurus                                                  |
|         |                                                              |
|         | Patagosaurus                                                 |
|         |                                                              |
|         | Omeisaurus                                                   |
|         |                                                              |
|         | Mamenchisaurus                                               |
|         |                                                              |
|         | Barapasaurus                                                 |
|         |                                                              |
| unnamed | \| \| Cetiosaurus \| \| \| \| \| \| Neosauropoda \| \| \| \| |
|         | \| \| Cetiosaurus \| \| \| \| \| \| Neosauropoda \| \| \| \| |
|         | Cetiosaurus                                                  |
|         |                                                              |
|         | Neosauropoda                                                 |
|         |                                                              |

|  | Cetiosaurus  |
|  |              |
|  | Neosauropoda |
|  |              |

|  | Lessemsaurus |
|  |              |
|  | Antetonitrus |
|  |              |

|         | Shunosaurus                                                  |
|         |                                                              |
|         | Patagosaurus                                                 |
|         |                                                              |
|         | Omeisaurus                                                   |
|         |                                                              |
|         | Mamenchisaurus                                               |
|         |                                                              |
|         | Barapasaurus                                                 |
|         |                                                              |
| unnamed | \| \| Cetiosaurus \| \| \| \| \| \| Neosauropoda \| \| \| \| |
|         | \| \| Cetiosaurus \| \| \| \| \| \| Neosauropoda \| \| \| \| |
|         | Cetiosaurus                                                  |
|         |                                                              |
|         | Neosauropoda                                                 |
|         |                                                              |

|  | Cetiosaurus  |
|  |              |
|  | Neosauropoda |
|  |              |

|         | Shunosaurus                                                  |
|         |                                                              |
|         | Patagosaurus                                                 |
|         |                                                              |
|         | Omeisaurus                                                   |
|         |                                                              |
|         | Mamenchisaurus                                               |
|         |                                                              |
|         | Barapasaurus                                                 |
|         |                                                              |
| unnamed | \| \| Cetiosaurus \| \| \| \| \| \| Neosauropoda \| \| \| \| |
|         | \| \| Cetiosaurus \| \| \| \| \| \| Neosauropoda \| \| \| \| |
|         | Cetiosaurus                                                  |
|         |                                                              |
|         | Neosauropoda                                                 |
|         |                                                              |

|  | Cetiosaurus  |
|  |              |
|  | Neosauropoda |
|  |              |

|         | Shunosaurus                                                  |
|         |                                                              |
|         | Patagosaurus                                                 |
|         |                                                              |
|         | Omeisaurus                                                   |
|         |                                                              |
|         | Mamenchisaurus                                               |
|         |                                                              |
|         | Barapasaurus                                                 |
|         |                                                              |
| unnamed | \| \| Cetiosaurus \| \| \| \| \| \| Neosauropoda \| \| \| \| |
|         | \| \| Cetiosaurus \| \| \| \| \| \| Neosauropoda \| \| \| \| |
|         | Cetiosaurus                                                  |
|         |                                                              |
|         | Neosauropoda                                                 |
|         |                                                              |

|  | Cetiosaurus  |
|  |              |
|  | Neosauropoda |
|  |              |

|         | Shunosaurus                                                  |
|         |                                                              |
|         | Patagosaurus                                                 |
|         |                                                              |
|         | Omeisaurus                                                   |
|         |                                                              |
|         | Mamenchisaurus                                               |
|         |                                                              |
|         | Barapasaurus                                                 |
|         |                                                              |
| unnamed | \| \| Cetiosaurus \| \| \| \| \| \| Neosauropoda \| \| \| \| |
|         | \| \| Cetiosaurus \| \| \| \| \| \| Neosauropoda \| \| \| \| |
|         | Cetiosaurus                                                  |
|         |                                                              |
|         | Neosauropoda                                                 |
|         |                                                              |

|  | Cetiosaurus  |
|  |              |
|  | Neosauropoda |
|  |              |

## Hình ảnh

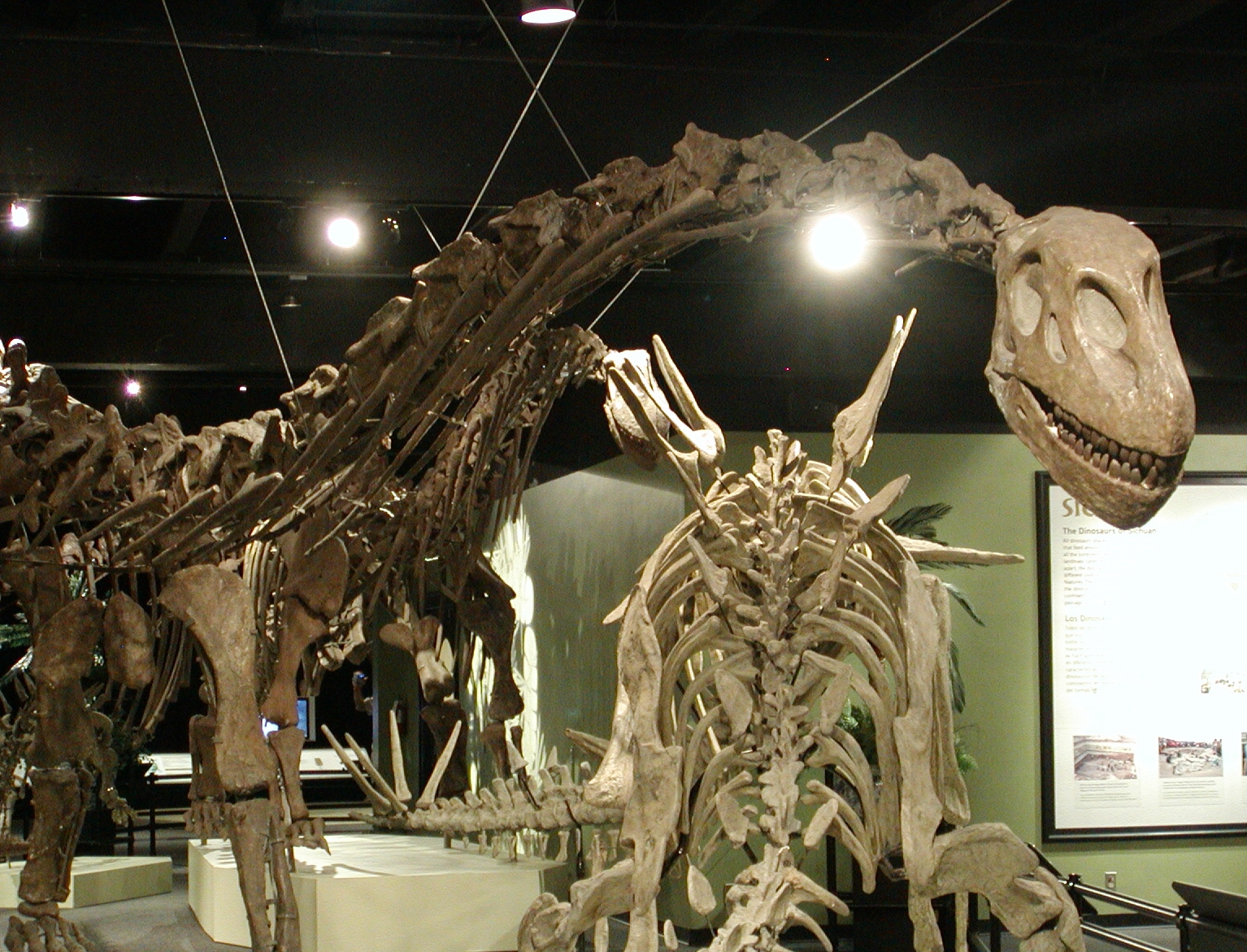
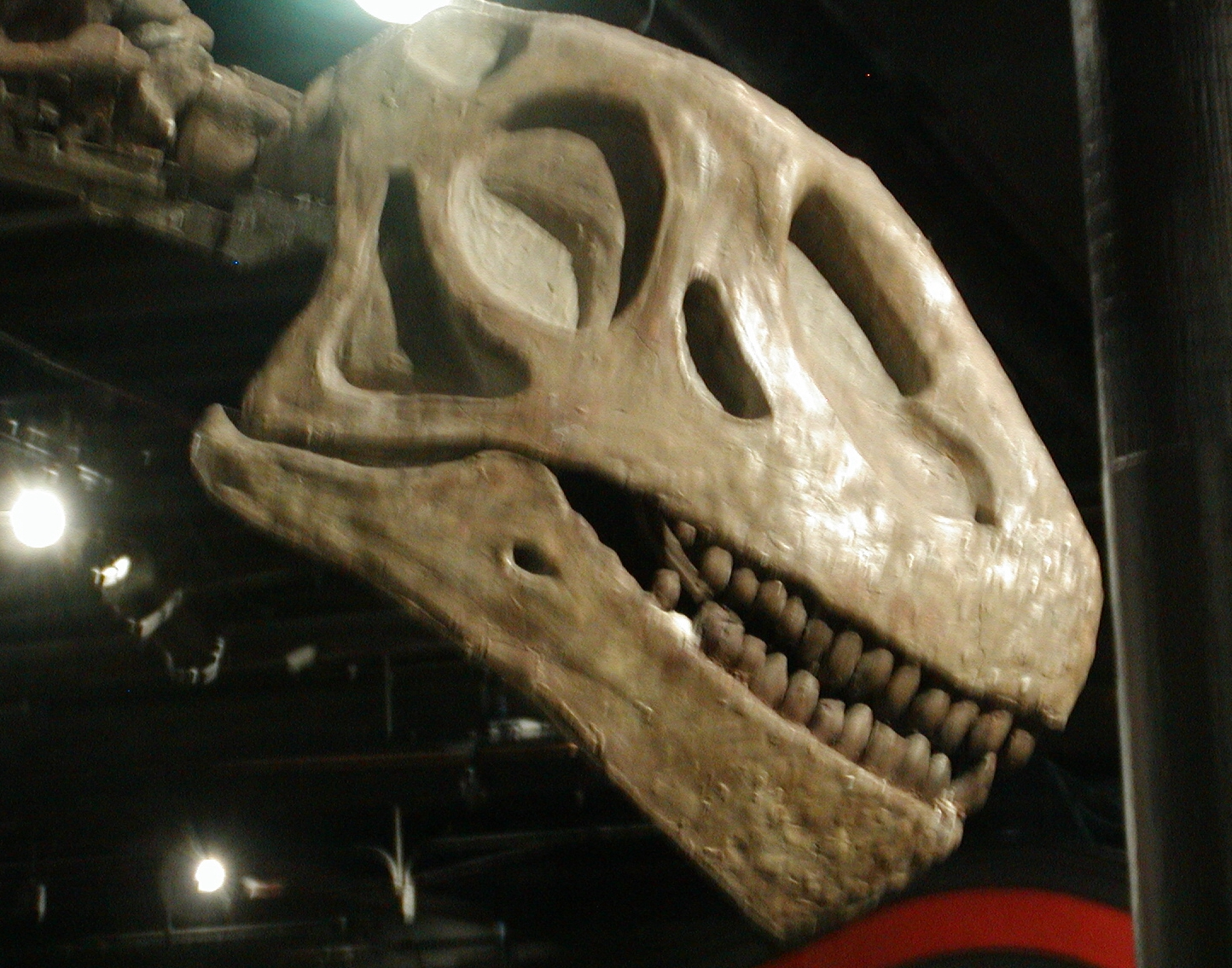
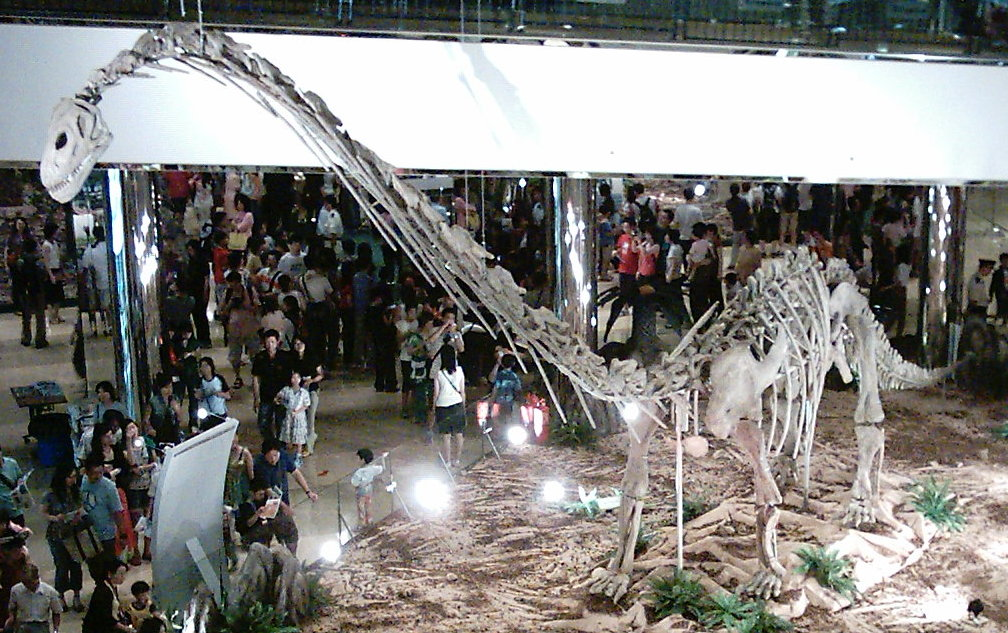
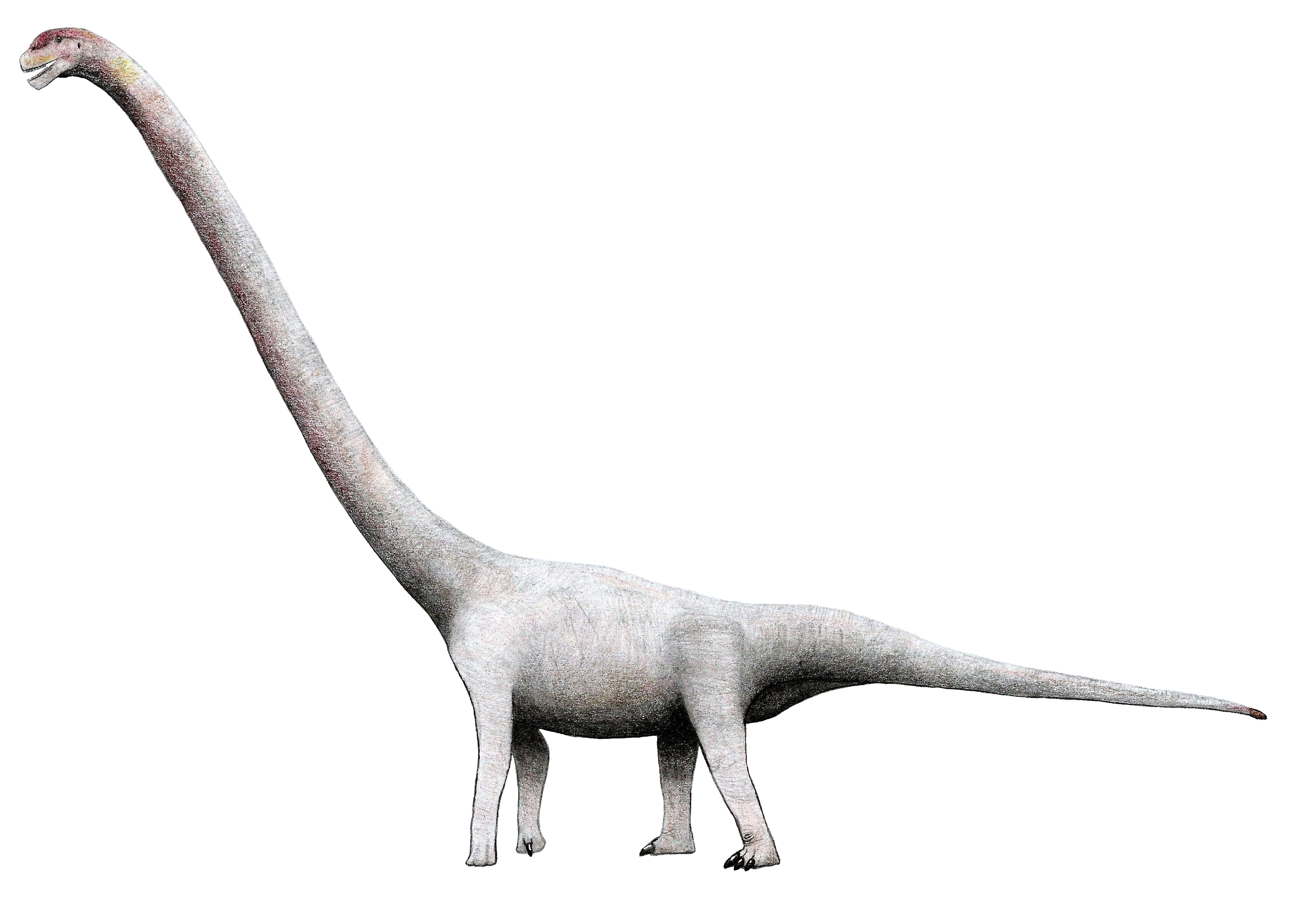
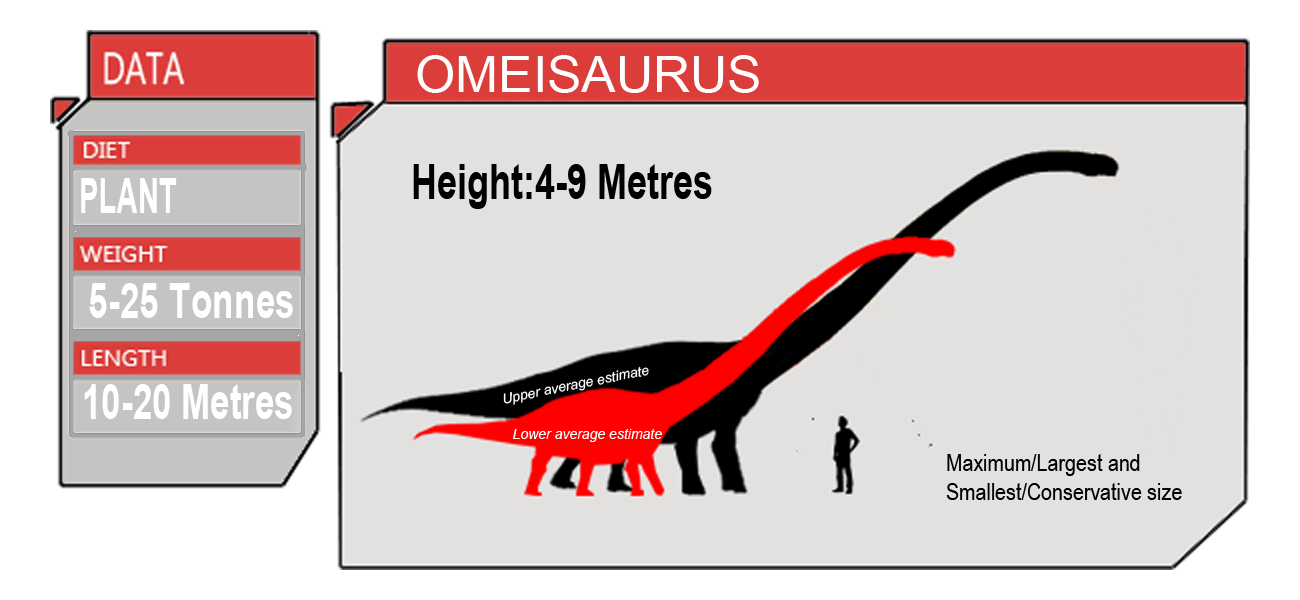